# リーベ
リーベ（デンマーク語: Ribe [ˈʁiːpə]、ドイツ語: Ripen リペン）は、デンマークのユトランド半島南西部に位置する町。2007年1月1日まではリーベ市とリーベ県の中心であったが、行政改革で南デンマーク地域のエスビャウ市に編入された。人口は8,257人（2022年1月1日）。

## 歴史
8世紀最初の10年間に建設され、845年の文献に早くもその名が見えるリーベはデンマーク最古の町とされる。
860年、ハンブルク＝ブレーメン大司教のアンスガル（聖人）は北欧伝道の折、デンマーク王にスカンディナヴィア初の教会をリーベに建てるよう進言した。当時、リーベはスカンディナヴィア有数の交易都市だったことから、当地が選ばれたことは単なる偶然ではない。教会は司教の影響力ゆえ大聖堂となり、遅くとも948年には完成した。
旧市街、リーベ大聖堂および110軒ほどの家屋は文化遺産として保護されている。ヴォン・ストケンズ広場に面する役場庁舎は1496年の築で、1709年に町が購入した。

### 年表
- 8世紀初頭 - リーベ建設
- 1018年 - 1034年までイングランド王国の首都となる
- 1460年 - リーベ条約（英語版）締結
- 1580年9月3日 - 大火で町の大部分が焼失
- 1634年10月11日から12日 - 高潮にともなう洪水が発生。海面が平均より6.1m上昇する
- 2007年1月1日 - 行政改革でリーベ、エスビャウ、ブラミングの三市が合併し、エスビャウ市となる
- 2010年6月4日 - 建設から1300周年。記念行事が町の各所で開かれる[3]

## 文化・環境
街なかにはすぐれた教会や博物館が数多く残る。生物相は宅地開発や開墾でずいぶん貧相になったものの、町を流れるリーベ川は未だに生物の棲み処となっている。建物の屋根や煙突にはシュバシコウが巣をつくるが、近年の開拓事業や越冬地であるアフリカの干ばつなどで、急速に数が減ってきている。
主な観光名所
- 教会

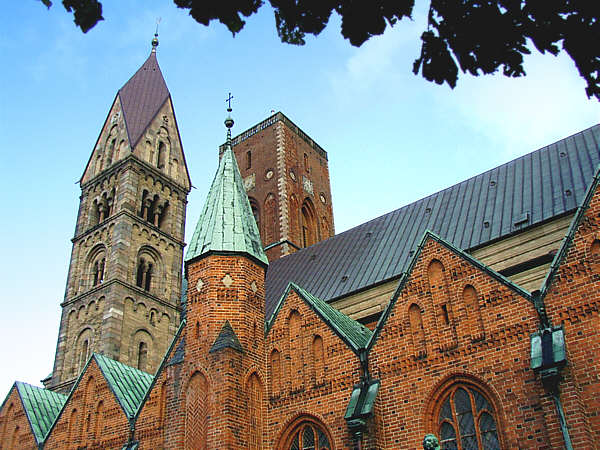
リーベ大聖堂

  - リーベ大聖堂 (Ribe Domkirke)
  - 聖カタリナ教会および修道院
- 博物館
  - リーベ・ヴァイキング博物館 (Museet Ribes Vikinger)
  - リーベ美術館 (Ribe Kunstmuseum)
  - リーベ・ヴァイキング・センター (Ribe Vikingecenter)
- 「夜回りおじさん」 - 毎年5月1日から9月15日まで、旧市街の決まったルートをまわる男性。人々を床に就かせるため、子守唄を歌う。
- ワッデン海センター (Vadehavscentret)
- マンデーの小屋 (Mandø Mølle)
- マンデーの家 (Mandøhuset)
- マンデー島自然保護区 - 市街から南西に30kmほど

## ゆかりの人物
- キェル・アベル - 脚本家

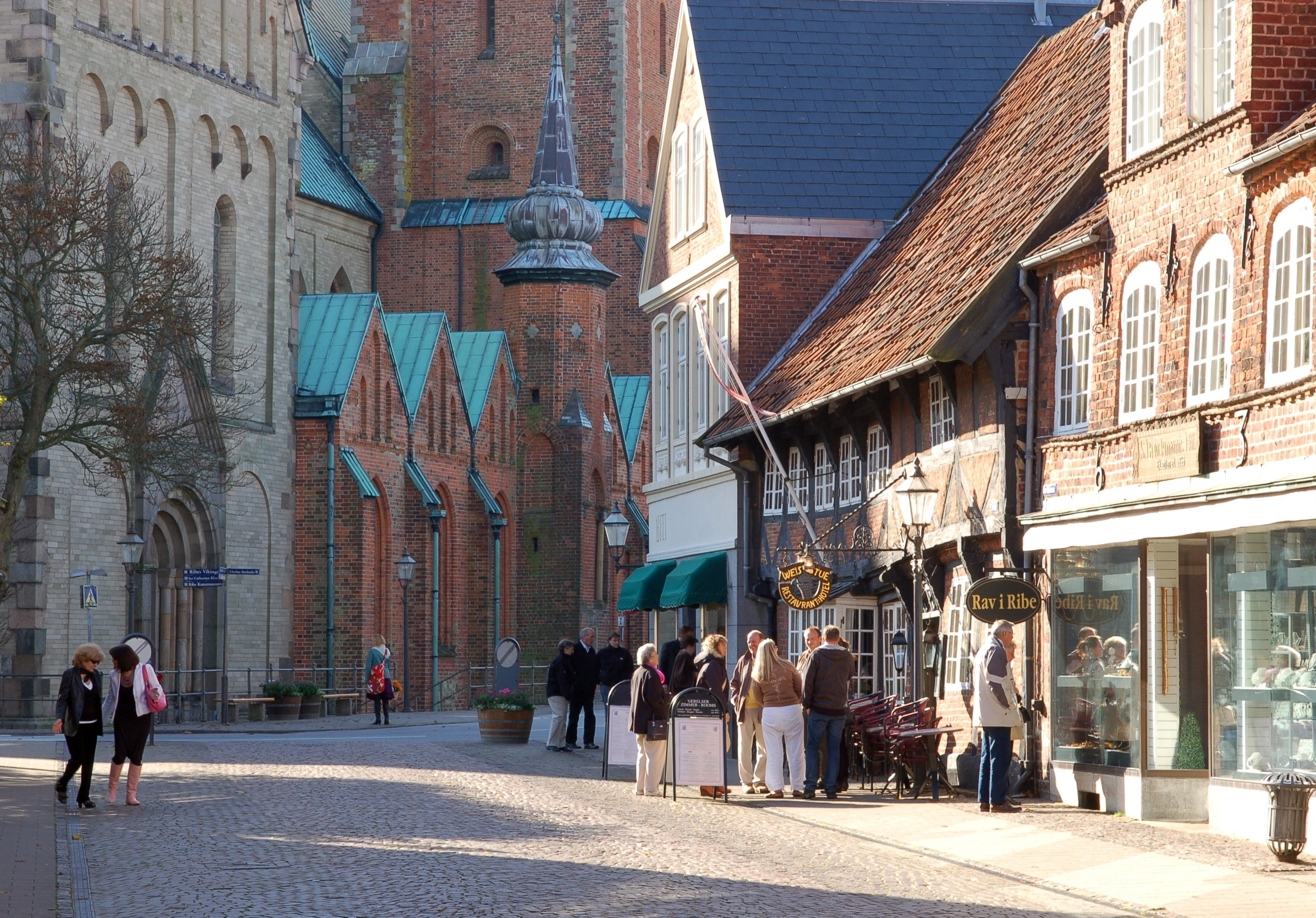
市内の街並み

- ハンス・アドルフ・ブロルソン - 聖職者、賛美歌作詞家
- アナス・ボルディング - 詩人
- エミール・クリスチャン・ハンセン - 真菌学者、発酵生理学者
- ビョルン・ドゥンケルベック - ウィンドサーフィンの世界王者
- クリステン・フェイルベア - 写真家
- J・ボーデウォルト・ランプ - デンマーク系アメリカ人の作曲家、編曲家、パフォーマー
- ルーズ・ランゴー - 作曲家、オルガニスト。1952年に当地で死去
- ホルガー・K・ニールセン - 政治家
- ジェイコブ・リース - デンマーク系アメリカ人の写真家
- マーアン・スプリーズ - 魔女の疑いをかけられた女性。1641年に当地で火刑に処された
- ハンス・タウセン（英語版） - 聖職者。デンマーク＝ノルウェーの宗教改革を主導

### 公式名誉市民
括弧内の西暦は称号が贈られた年

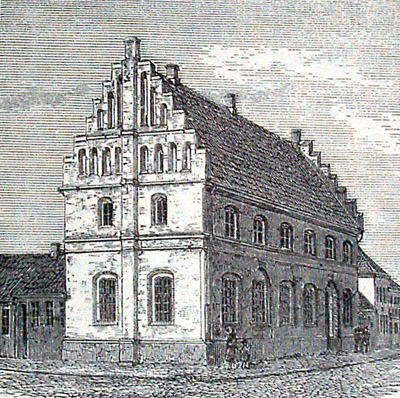
町役場

- スティフツフィシクス・J・J・キア（1911年）
- C・N・テルマンセン（1934年） - 郷土史家
- C・ヴィリモース（1946年） - 編集者
- H・E・ネレゴール＝ニールセン（2005年） - 新カールスバーグ財団理事長

## 教育
リーベには教育の中心地としての長い歴史がある。市内のリーベ・プレパラトリー・スクールは1145年にはその存在が確認できるリーベ・ラテン語学校にルーツを持つ、伝統あるギムナジウムである。創立されてから少なくとも850年は経つ、現在も活動を続けているなかではスカンディナヴィア最古の学校である。

### 学校
- リーベ・プレパラトリー・スクール
- リーベ国立教育大学（教員養成大学）
- リーベ経営大学
- 成人教育センター (VUC)

## 人口統計
以下にリーベにおける人口の推移を掲げる。18世紀以前のデータは推計値で、残りは公式の国勢調査から引用した。
| 年     | 人口       |
| ------ | ---------- |
| 1500年 | 5000人以下 |
| 1591年 | 4500人以下 |
| 1641年 | 3500人以下 |
| 1672年 | 2000人以下 |
| 1769年 | 1827人     |

| 年     | 人口   |
| ------ | ------ |
| 1801年 | 1994人 |
| 1850年 | 2984人 |
| 1901年 | 4243人 |
| 1976年 | 7452人 |
| 1981年 | 7646人 |

| 年     | 人口   |
| ------ | ------ |
| 1986年 | 7709人 |
| 1990年 | 7636人 |
| 1996年 | 8105人 |
| 2000年 | 7984人 |
| 2001年 | 8031人 |

| 年     | 人口   |
| ------ | ------ |
| 2002年 | 8033人 |
| 2003年 | 8006人 |
| 2004年 | 7990人 |
| 2006年 | 8081人 |
| 2011年 | 8192人 |

| 年     | 人口   |
| ------ | ------ |
| 2022年 | 8257人 |

## 姉妹都市
- バルロワ（フランス）
- イーリー（イギリス）

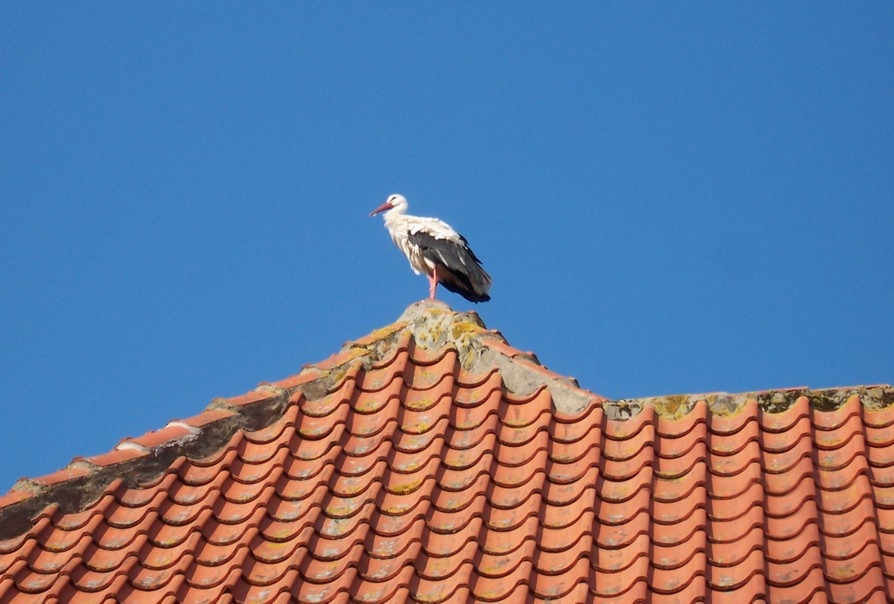
営巣するシュバシコウ

- ギュストロー（ドイツ）
- クレムス・アン・デア・ドナウ（オーストリア）
- ライカンゲル（ノルウェー）
- ラッツェブルク（ドイツ）
- ストレングネース（スウェーデン）
- 台南市（中華民国）